# شهرستان آلندیل (کارولینای جنوبی)
شهرستان آلندیل، کارولینای جنوبی (به انگلیسی: Allendale County, South Carolina) یک سکونتگاه مسکونی در ایالات متحده آمریکا است که در کارولینای جنوبی واقع شده‌است.

## خصوصیات
شهرستان آلندیل ۱٬۰۶۹٫۶۷ کیلومترمربع مساحت دارد.